# Kemlokolegi
Kemlokolegi is een bestuurslaag in het regentschap Nganjuk van de provincie Oost-Java, Indonesië. Kemlokolegi telt 3788 inwoners (volkstelling 2010).